# Discurso del estado de la Unión de 2024
El Discurso del Estado de la Unión de 2024 fue pronunciado por el 46.º presidente de los Estados Unidos, Joe Biden, el  7 de marzo de 2024, en la sala de la Cámara de Representantes del 118.º Congreso. Fue el tercer y último discurso del Estado de la Unión de Biden y su cuarto y último discurso en una sesión conjunta del Congreso de los Estados Unidos. Quien presidió esta sesión conjunta fue el presidente de la Cámara de Representantes, Mike Johnson, acompañado por Kamala Harris, la vicepresidenta de los Estados Unidos, en su calidad de presidenta del Senado.
Esta fue la primera vez en la historia que un presidente de Estados Unidos pronunció tres discursos oficiales consecutivos sobre el Estado de la Unión frente a tres oradores diferentes, a saber, en 2022 con Nancy Pelosi, en 2023 con Kevin McCarthy y en 2024 con Mike Johnson.

## Discurso
El  6 de enero, el presidente de la Cámara de Representantes, Mike Johnson, invitó formalmente a Joe Biden a dirigirse a la sesión conjunta del Congreso. Tuvo lugar dos días después del Supermartes. Se esperaba que el discurso le brindara a Biden la oportunidad de abordar temas como la economía, la democracia, el derecho al aborto, la crisis fronteriza entre Estados Unidos y México, la invasión rusa de Ucrania y la guerra entre Israel y Hamás.
El presidente Biden comenzó formalmente su discurso a las 9:26 pm el 7 de marzo de 2024; su discurso estaba programado para las 9 pm EST. Al igual que el discurso sobre el estado de la Unión de 2019 del presidente Trump, Biden comenzó el discurso sin una introducción del presidente de la Cámara, rompiendo con una costumbre del Estado de la Unión. El secretario de Educación Miguel Cardona fue nombrado Sobreviviente designado y estuvo en un lugar no revelado durante el discurso para que, en caso de una catástrofe, se mantuviera la continuidad del gobierno.

### Temas
Algunos de los temas mencionados por Biden incluyeron la invasión rusa de Ucrania, la crisis fronteriza, la guerra entre Israel y Hamás, los delitos con armas de fuego, la reclasificación del cannabis, la deuda de préstamos estudiantiles, los precios de los medicamentos y el aborto. También mencionó el asesinato de Laken Riley el mes anterior al discurso en el contexto de la política fronteriza, y abogó por una solución de dos estados para el conflicto israelí-palestino, y también bromeó indirectamente sobre su edad.
Si bien Biden no mencionó por su nombre al expresidente y candidato republicano para las elecciones de 2024 en ese entonces, Donald Trump, se refirió a él como "mi predecesor" 13 veces durante su discurso, incluidos momentos en los que hizo referencia a los elogios de Trump a los participantes del ataque al Capitolio del 6 de enero, y acusó a Trump de influir en los miembros republicanos del Congreso para que rechazaran un proyecto de ley destinado a reducir los incentivos para que los migrantes intenten cruzar la frontera.